# Satyrus loha
Satyrus loha är en fjärilsart som beskrevs av William Doherty 1886. Satyrus loha ingår i släktet Satyrus och familjen praktfjärilar. Inga underarter finns listade.